# 逗子站
逗子站（日语：／ Zushi eki */?）是一個位於神奈川縣逗子市逗子一丁目，屬於東日本旅客鐵道（JR東日本）、日本貨物鐵道（JR貨物）橫須賀線的鐵路車站。
本站是唯一站名以「ず」開頭的JR車站。

## 概要
橫須賀線有許多列車在本站折返或起訖。尤其是白天時段，除了成田機場站起訖班次等1小時1 - 2班以外，其他都在本站起訖，因此往東京方向與往久里濱方向的乘客須在本站轉乘。經新宿站直通宇都宮線的湘南新宿線列車也以本站為起訖站，往久里濱方向只有橫須賀線電車運行。1998年至2008年的週六日有本站起訖的橫濱線直通電車（經根岸線）。
JR貨物方面是車載貨物的臨時處理站，沒有定期貨物列車停靠，有時會開行臨時的甲種輸送列車。

### 停靠路線
除了經東京站的總武線直通列車外，還有經新宿站直通宇都宮線的湘南新宿線。
各路線的車站編號如下。
- 橫須賀線 - 車站編號「JO 06」
- 湘南新宿線 - 車站編號「JS 06」

## 历史

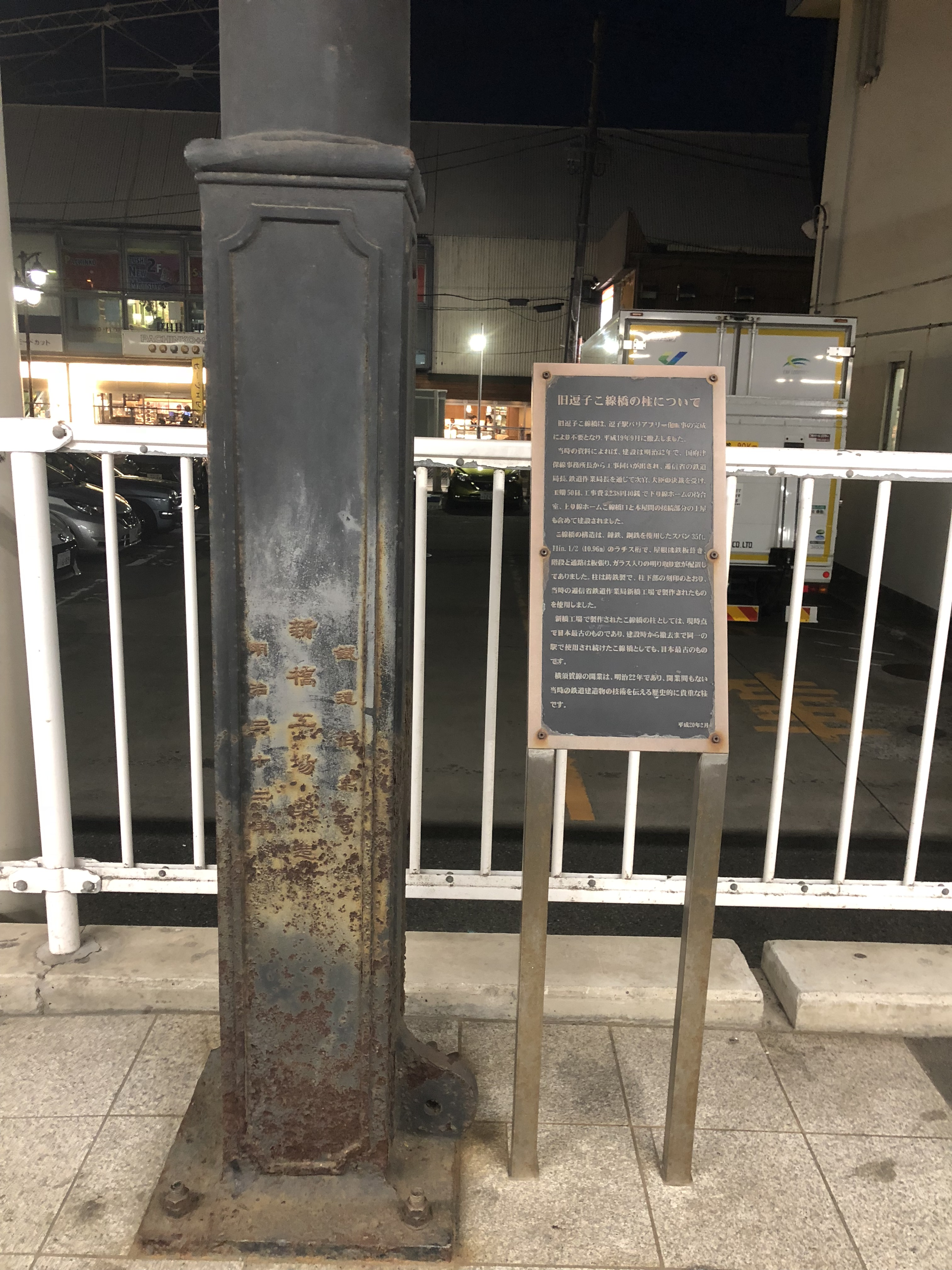
1號線月台保存的舊逗子站橋柱（使用於1899年開通時至2007年）

- 1889年（明治22年）6月16日－本站與官設鐵道大船－橫須賀段一同開業，兼營客貨運業務。
- 1909年（明治42年）10月12日－日本國鐵重編路線，本站成為橫須賀線車站。
- 1968年（昭和43年）12月：配線改良工程竣工。下行本線從2號線改為3號線[2]。
- 1969年（昭和44年）3月－現時的站房（第3代）落成。
- 1984年（昭和59年）2月1日－停辦貨運業務。
- 1987年（昭和62年）
  - 3月31日－重開貨運業務，但只經營鐵路車輛輸送業務。
  - 4月1日－國鐵分割民營化，本站由JR東日本接手管理。
- 2001年（平成13年）
  - 11月18日－智能卡系統Suica正式投入服務。
  - 12月1日－湘南新宿線開業。
- 2007年（平成19年）8月4日－新橋上通路全面開通，同時遷移西口到現時位置。
- 2014年（平成26年）3月15日：橫濱站、大船站起訖的「成田特快」部分列車在旺季周六假日延長運行至橫須賀站。本站為停車站。
- 2015年（平成27年）3月14日：改點，「早安Liner逗子」「Home Liner逗子」廢止，平日早晨增開1班上行電車。

## 車站構造

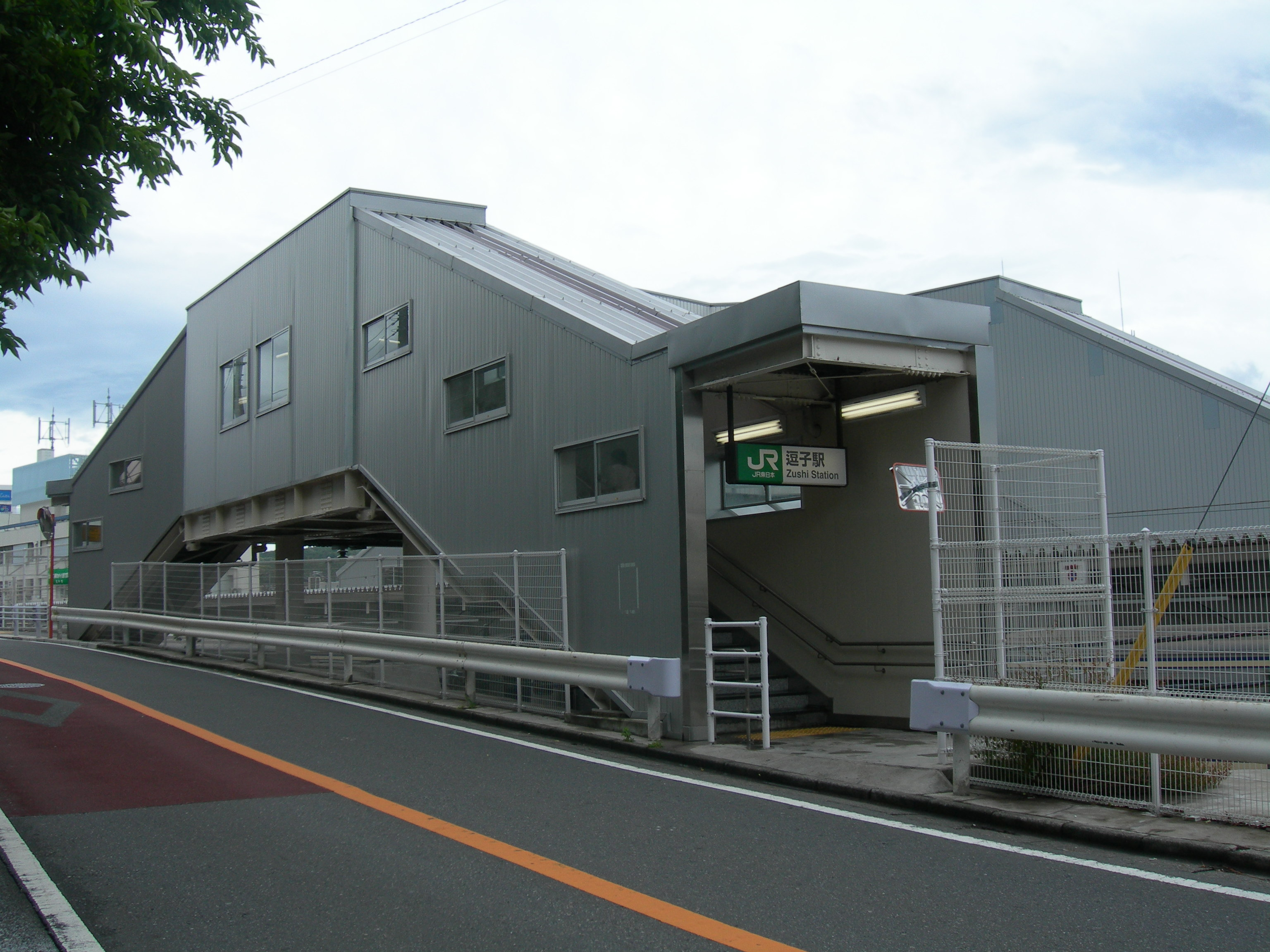
現時的西口

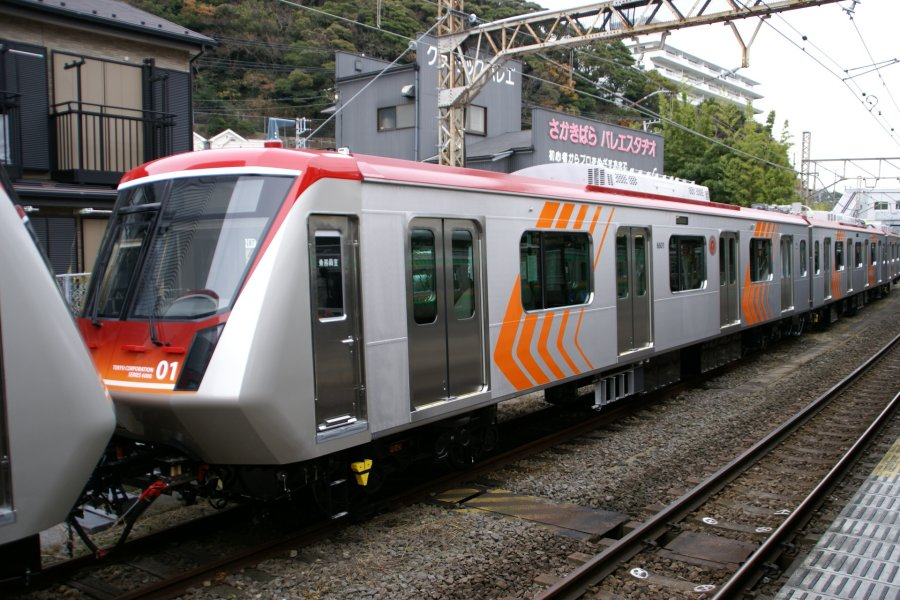
東急6000系首列列車在東急車輛專用線等候牽引

本站是一個地面車站，設有一座側式月台和一座島式月台，合共2面3線。原先本站是管理橫須賀線運行的逗子CTC中心所在地，之後在2009年11月1日導入ATOS後於同月15日結束營運。
車站東側為主站房所在，也是東口所在地。接著是側式月台（1號月台）和島式月台（2、3號月台），3號月台外側有條到發線，除了停靠列車外，也在綜合車輛製作所甲種車輛輸送時使用。西側則是西口的所在地。主站房、月台和西口之間以跨站式站房連接。現時的跨站式站房於2007年8月4日落成啟用，增設電梯和升降機等設備。
此外，本站也設有綠色窗口（營業時間：7:00－20:00）、自動售票機、對號座位專用售票機、自動閘機等設備。站外則有（付費區外）NEWDAYS與橫濱銀行逗子支店逗子站前出張所、逗子警察署逗子站前交番。

### 月台配置
| 鎌倉方向←上行                    | 鎌倉方向←上行                    | 鎌倉方向←上行                    | 鎌倉方向←上行                    | 鎌倉方向←上行                    |                                  |                                  |                                  | butoirg                          | voie                             | bifbg                            | voie                             | voie                             | courbebd                         |                                  |                                  | Vrouteh                          |                                  |                                  | courbebg                         | voie  | courbebd |          |          |       |       |          |          |          | Vvoie     | Vvoie   | Vvoie   | 左 綜合車輛製作所專用鐵道 中、右 京急逗子線 | 左 綜合車輛製作所專用鐵道 中、右 京急逗子線 | 左 綜合車輛製作所專用鐵道 中、右 京急逗子線 | 左 綜合車輛製作所專用鐵道 中、右 京急逗子線 | 左 綜合車輛製作所專用鐵道 中、右 京急逗子線 | 左 綜合車輛製作所專用鐵道 中、右 京急逗子線 | 左 綜合車輛製作所專用鐵道 中、右 京急逗子線 | 左 綜合車輛製作所專用鐵道 中、右 京急逗子線 | 左 綜合車輛製作所專用鐵道 中、右 京急逗子線 | 左 綜合車輛製作所專用鐵道 中、右 京急逗子線 | 左 綜合車輛製作所專用鐵道 中、右 京急逗子線 | 左 綜合車輛製作所專用鐵道 中、右 京急逗子線 | 左 綜合車輛製作所專用鐵道 中、右 京急逗子線 | 左 綜合車輛製作所專用鐵道 中、右 京急逗子線 |
| 鎌倉方向←上行                    | 鎌倉方向←上行                    | 鎌倉方向←上行                    | 鎌倉方向←上行                    | 鎌倉方向←上行                    |                                  |                                  |                                  |                                  | Mbifd                            | voie                             | sens2                            | voie                             | courbebd                         | courbehg                         | voie                             | PN                               | bifbd                            | bifhd                            | voie                             | voie  | voie     | Dbifg    |          |       |       |          |          |          | Vcourbebg | Vvoie   | Vvoie   | 左 綜合車輛製作所專用鐵道 中、右 京急逗子線 | 左 綜合車輛製作所專用鐵道 中、右 京急逗子線 | 左 綜合車輛製作所專用鐵道 中、右 京急逗子線 | 左 綜合車輛製作所專用鐵道 中、右 京急逗子線 | 左 綜合車輛製作所專用鐵道 中、右 京急逗子線 | 左 綜合車輛製作所專用鐵道 中、右 京急逗子線 | 左 綜合車輛製作所專用鐵道 中、右 京急逗子線 | 左 綜合車輛製作所專用鐵道 中、右 京急逗子線 | 左 綜合車輛製作所專用鐵道 中、右 京急逗子線 | 左 綜合車輛製作所專用鐵道 中、右 京急逗子線 | 左 綜合車輛製作所專用鐵道 中、右 京急逗子線 | 左 綜合車輛製作所專用鐵道 中、右 京急逗子線 | 左 綜合車輛製作所專用鐵道 中、右 京急逗子線 | 左 綜合車輛製作所專用鐵道 中、右 京急逗子線 |
| 鎌倉方向←上行                    | 鎌倉方向←上行                    | 鎌倉方向←上行                    | 鎌倉方向←上行                    | 鎌倉方向←上行                    |                                  | Vrouteh                          |                                  | Mvoie                            |                                  | quai                             | quai                             | quai                             |                                  | Dbifd                            | bifbg                            | PN                               | voie                             | bifhg                            | voie                             | sensd | voie     | bifbd    | bifhg    | voie  | voie  | voie     | voie     | courbehd |           | Vvoie   | Vvoie   | 左 綜合車輛製作所專用鐵道 中、右 京急逗子線 | 左 綜合車輛製作所專用鐵道 中、右 京急逗子線 | 左 綜合車輛製作所專用鐵道 中、右 京急逗子線 | 左 綜合車輛製作所專用鐵道 中、右 京急逗子線 | 左 綜合車輛製作所專用鐵道 中、右 京急逗子線 | 左 綜合車輛製作所專用鐵道 中、右 京急逗子線 | 左 綜合車輛製作所專用鐵道 中、右 京急逗子線 | 左 綜合車輛製作所專用鐵道 中、右 京急逗子線 | 左 綜合車輛製作所專用鐵道 中、右 京急逗子線 | 左 綜合車輛製作所專用鐵道 中、右 京急逗子線 | 左 綜合車輛製作所專用鐵道 中、右 京急逗子線 | 左 綜合車輛製作所專用鐵道 中、右 京急逗子線 | 左 綜合車輛製作所專用鐵道 中、右 京急逗子線 | 左 綜合車輛製作所專用鐵道 中、右 京急逗子線 |
| voie                             | sensd                            | bifbd                            | voie                             | voie                             | bifbg                            | PN                               | bifhd                            | voie                             | bifbg                            | voie                             | sens2                            | voie                             | voie                             | bifhd                            | bifhg                            | PN                               | voie                             | voie                             | sens2                            | voie  | bifbd    | butoird  | courbehg | voie  | voie  | voie     | sensd    | voie     | voie      | Vpontgh | Vpontdh | voie                                        | voie                                        | voie                                        | sensd                                       | voie                                        |                                             |                                             |                                             |                                             |                                             |                                             |                                             |                                             |                                             |
| voie                             | sensg                            | voie                             | bifhg                            | bifhd                            | voie                             | PN                               | voie                             | bifhd                            | voie                             | voie                             | voie                             | sensg                            | voie                             | voie                             | voie                             | PN                               | bifbd                            | voie                             | voie                             | sensg | voie     | xDh      | voie     | voie  | voie  | voie     | sensg    | voie     | voie      | Vpontgb | Vpontdb | voie                                        | voie                                        | voie                                        | sensg                                       | voie                                        |                                             |                                             |                                             |                                             |                                             |                                             |                                             |                                             |                                             |
|                                  |                                  |                                  |                                  |                                  |                                  | Vrouteb                          |                                  |                                  |                                  |                                  | quai                             | quai                             | quai                             |                                  |                                  | Vrouteb                          | butoirg                          | bifhg                            | voie                             | voie  | voie     | courbebd | courbehg | bifbd | bifbg | bifbd    | voie     | voie     | butoird   | Vvoie   | Vvoie   | 下行→ 東逗子方向                            | 下行→ 東逗子方向                            | 下行→ 東逗子方向                            | 下行→ 東逗子方向                            | 下行→ 東逗子方向                            | 下行→ 東逗子方向                            | 下行→ 東逗子方向                            | 下行→ 東逗子方向                            |                                             |                                             |                                             |                                             |                                             |                                             |
|                                  |                                  |                                  |                                  |                                  |                                  |                                  |                                  |                                  |                                  |                                  |                                  | BV                               |                                  |                                  |                                  |                                  |                                  |                                  |                                  |       |          |          | courbehg | bifhd | bifhg | courbebd | courbehg | voie     | butoird   | Vvoie   | Vvoie   | 下行→ 東逗子方向                            | 下行→ 東逗子方向                            | 下行→ 東逗子方向                            | 下行→ 東逗子方向                            | 下行→ 東逗子方向                            | 下行→ 東逗子方向                            | 下行→ 東逗子方向                            | 下行→ 東逗子方向                            |                                             |                                             |                                             |                                             |                                             |                                             |
| 橫須賀方向的留置線和平交道省略。 | 橫須賀方向的留置線和平交道省略。 | 橫須賀方向的留置線和平交道省略。 | 橫須賀方向的留置線和平交道省略。 | 橫須賀方向的留置線和平交道省略。 | 橫須賀方向的留置線和平交道省略。 | 橫須賀方向的留置線和平交道省略。 | 橫須賀方向的留置線和平交道省略。 | 橫須賀方向的留置線和平交道省略。 | 橫須賀方向的留置線和平交道省略。 | 橫須賀方向的留置線和平交道省略。 | 橫須賀方向的留置線和平交道省略。 | 橫須賀方向的留置線和平交道省略。 | 橫須賀方向的留置線和平交道省略。 | 橫須賀方向的留置線和平交道省略。 | 橫須賀方向的留置線和平交道省略。 | 橫須賀方向的留置線和平交道省略。 | 橫須賀方向的留置線和平交道省略。 | 橫須賀方向的留置線和平交道省略。 | 橫須賀方向的留置線和平交道省略。 |       |          |          |          |       |       |          | voieshg  | voies    | voies     | Vvoie   | Vvoie   | 下行→ 東逗子方向                            | 下行→ 東逗子方向                            | 下行→ 東逗子方向                            | 下行→ 東逗子方向                            | 下行→ 東逗子方向                            | 下行→ 東逗子方向                            | 下行→ 東逗子方向                            | 下行→ 東逗子方向                            |                                             |                                             |                                             |                                             |                                             |                                             |

| 月台 | 路線                  | 方向 | 目的地               |
| ---- | --------------------- | ---- | -------------------- |
| 1    | 橫須賀·總武線（快速） | 上行 | 橫濱、東京、千葉方向 |
| 1    | 湘南新宿線            | 北行 | 澀谷、新宿、大宮方向 |
| 2、3 | 橫須賀線              | 下行 | 橫須賀、久里濱方向   |
| 2、3 | 橫須賀·總武線（快速） | 上行 | 橫濱、東京、千葉方向 |
| 2、3 | 湘南新宿線            | 北行 | 澀谷、新宿、大宮方向 |

（來源：JR東日本:車站構內圖 （页面存档备份，存于））
備註
- 橫須賀方向開出的往橫濱方向直通列車原則上使用1號線。
- 東逗子－久里濱段的車站月台均只能容納11輛編組列車（田浦站的月台長度更比10輛編組短），因此附屬編組必須在此站分離。而本站靠近橫須賀一邊更設有留置線供附屬編組列車停泊。
- 執行連結、解離作業的列車須在本站停留5 - 10分鐘左右。但其他列車也可能因為時間調整而停留數分鐘。
- 在本站執行連結、解離作業時，基本上前方的附屬編組列車會回送至留置線，基本編組列車則繼續開往久里濱方向，2012年3月改點以前有將附屬編組列車繼續往久里濱方向載客，後方11輛編組則折返或回送的情況。
- 2014年3月15日改點至2017年1月，橫濱、大船起訖的成田特快部分列車在旺季周六假日延長運行至橫須賀站。本站為停車站。

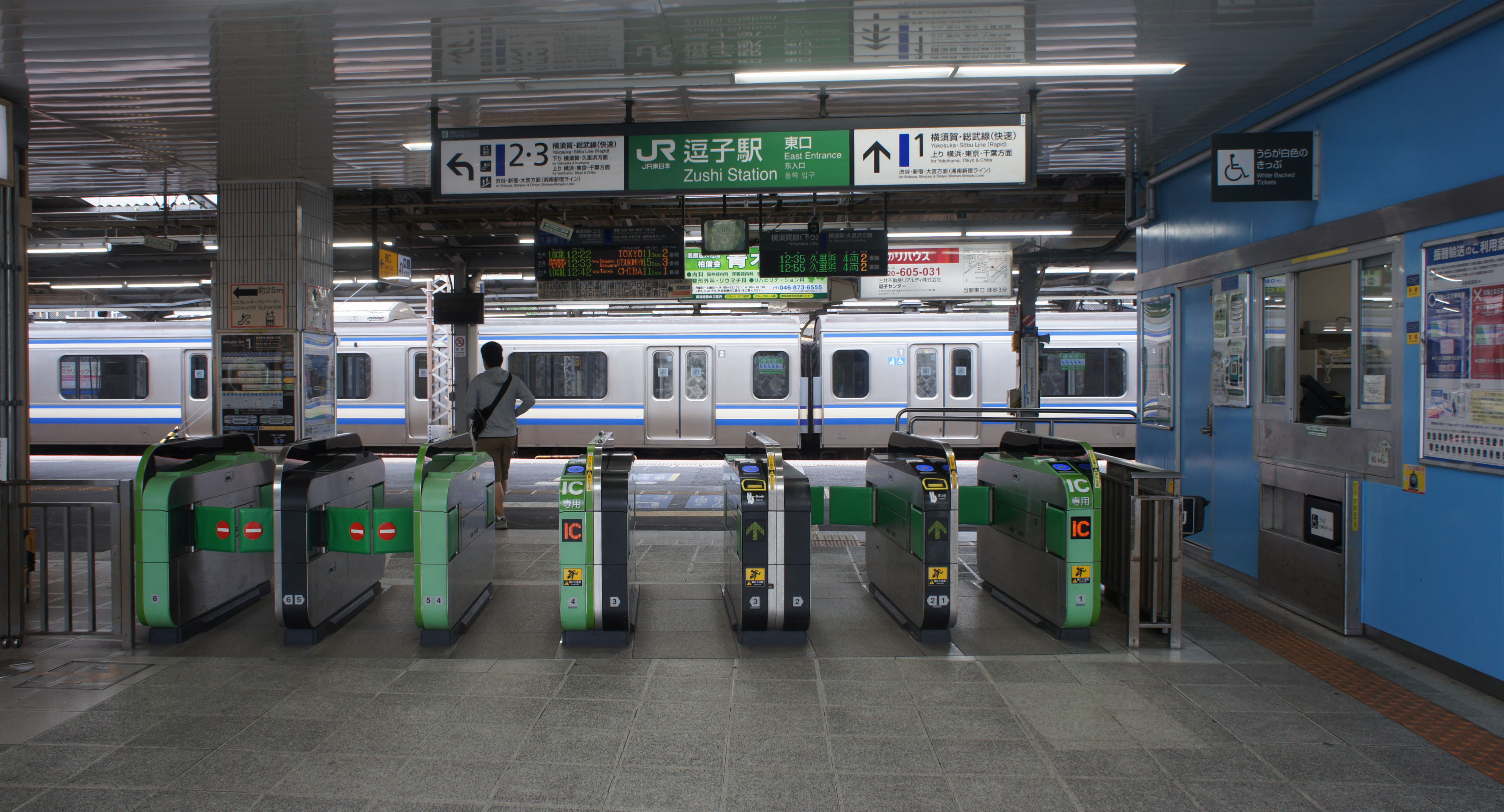
東口驗票口（2019年6月）
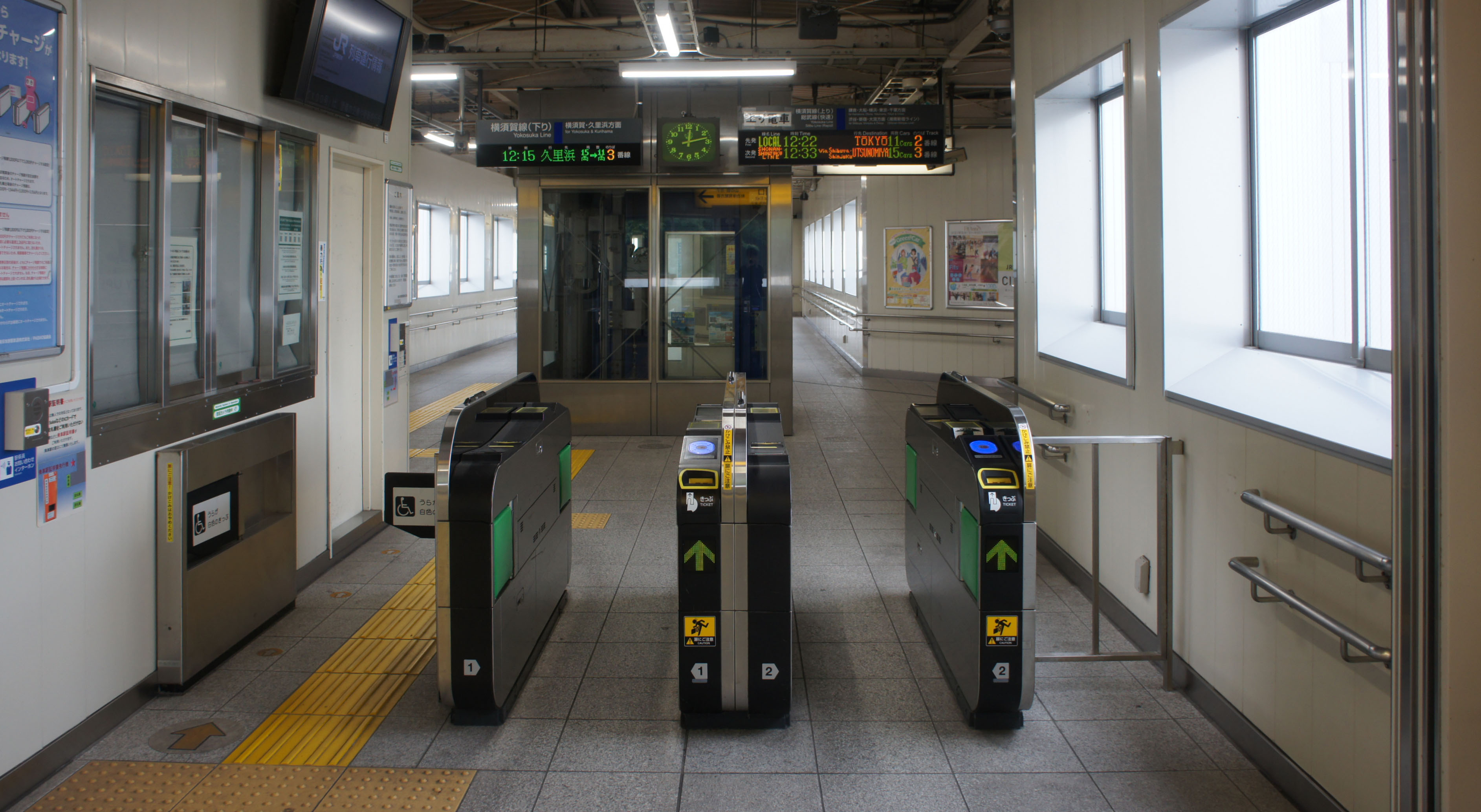
西口驗票口（2019年6月）
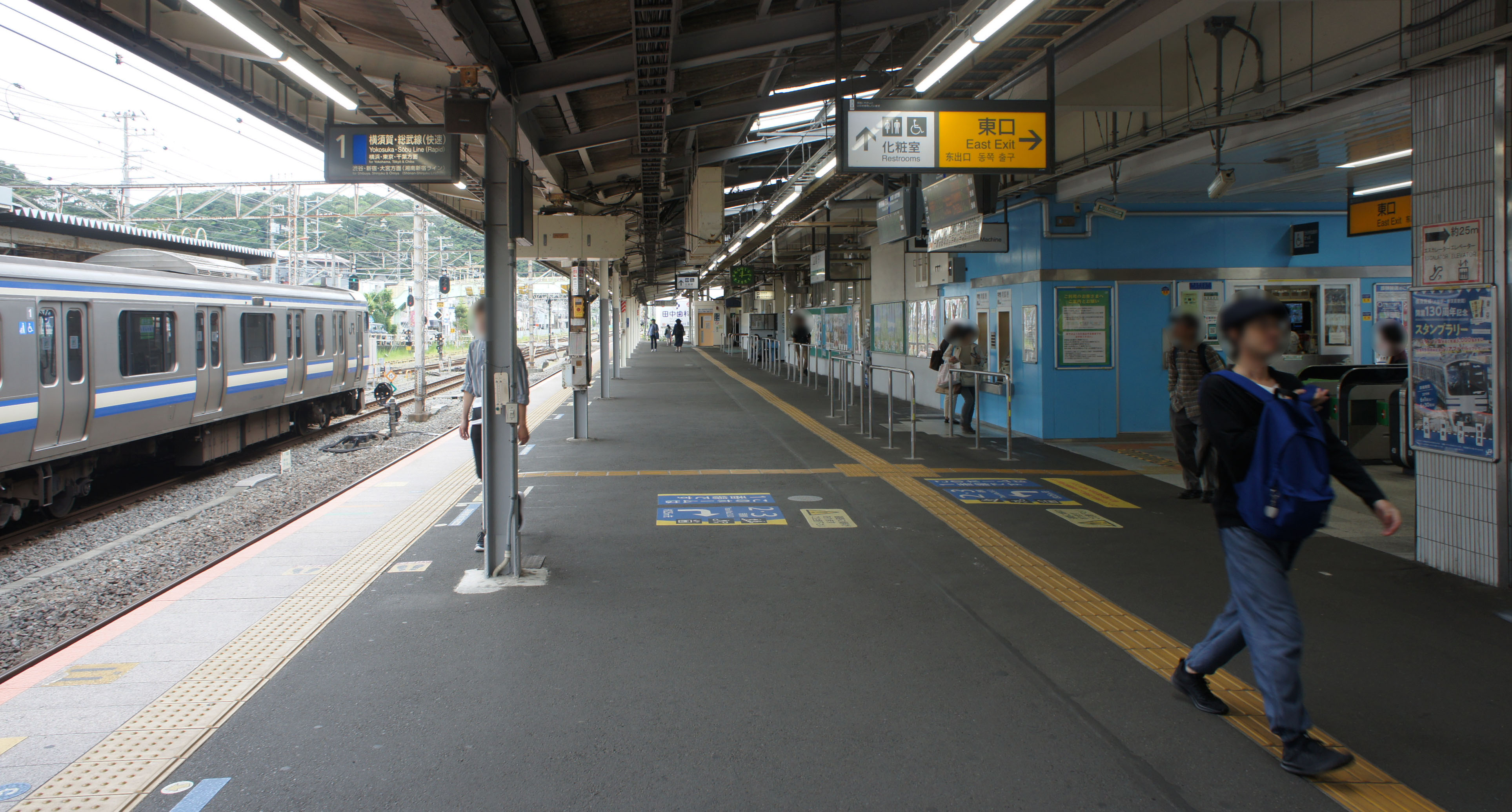
1號線月台（2019年6月）
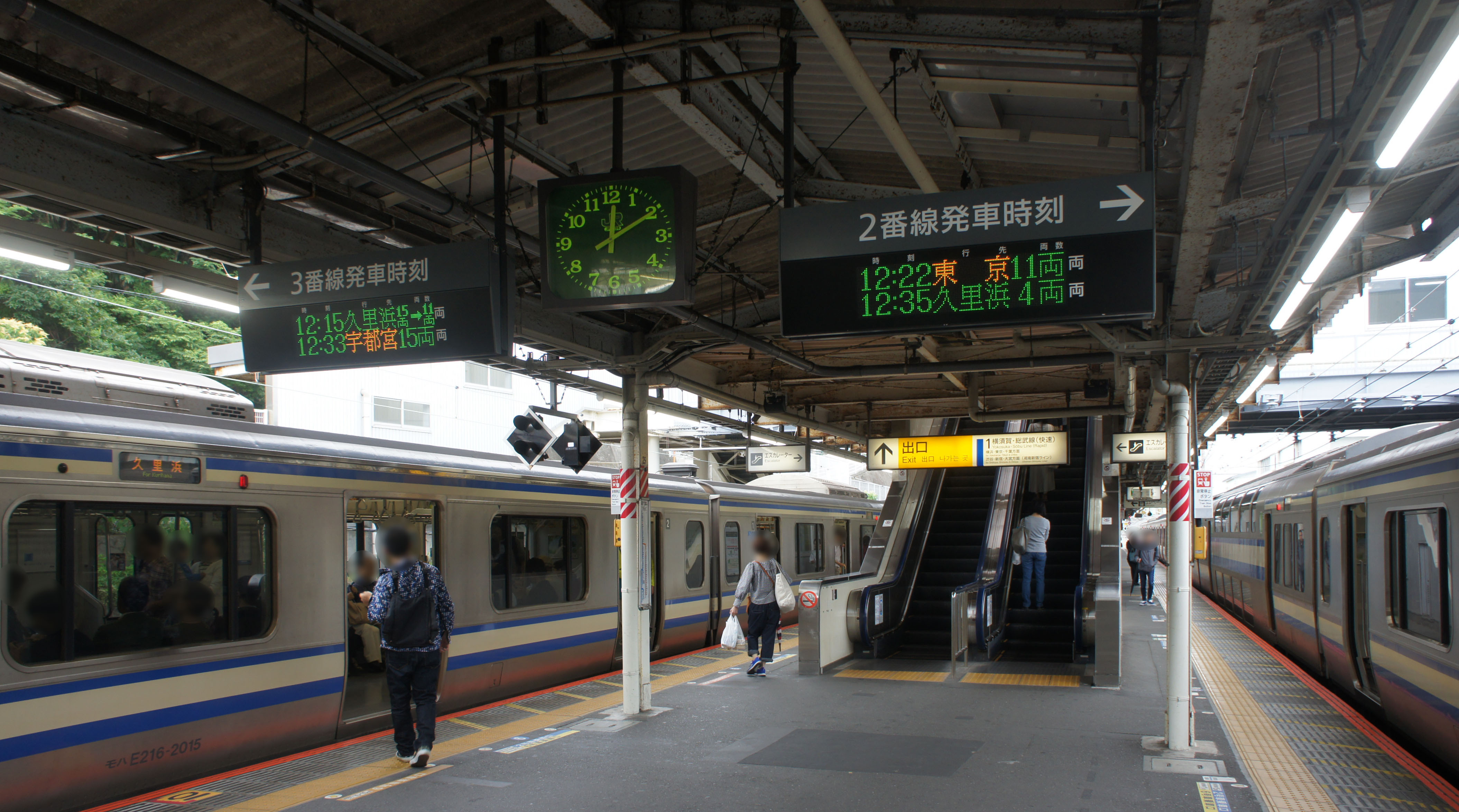
2、3號線月台（2019年6月）
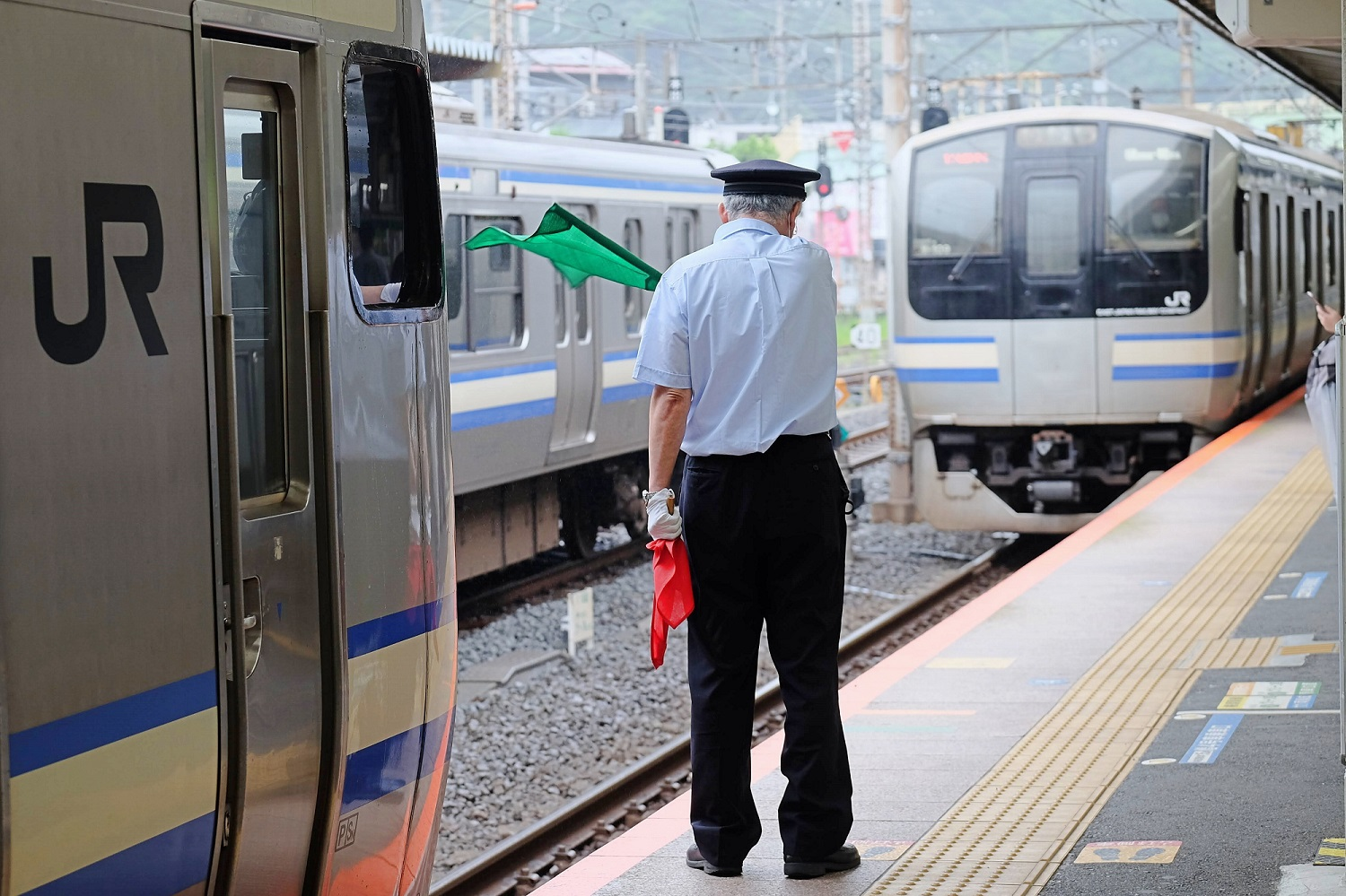
逗子站進行的増結・分離作業（2020年7月）
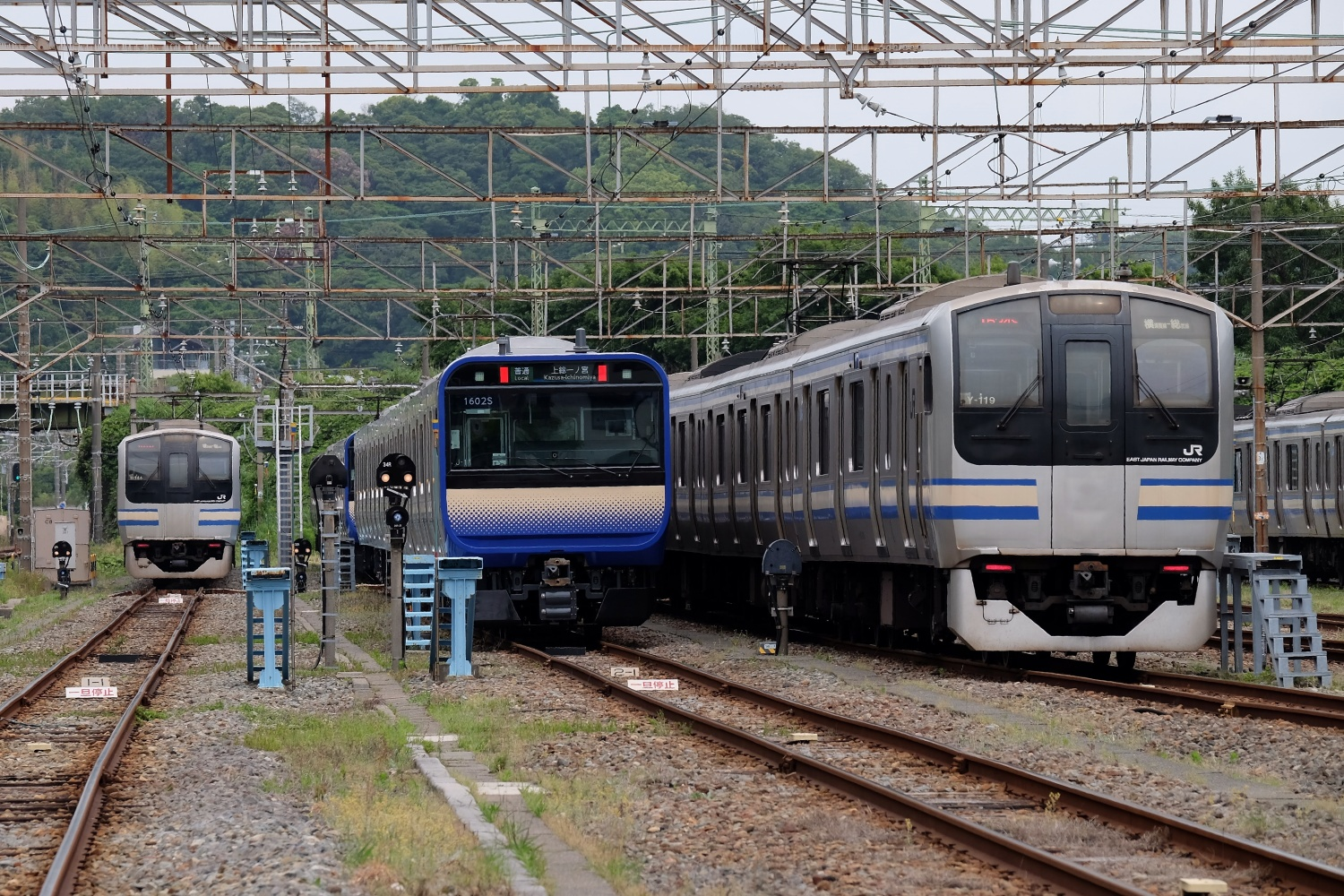
逗子站與東逗子站之間的留置線群（2021年5月）

### 綜合車輛製作所橫濱事業所專用鐵道
本站至京濱急行電鐵金澤八景站附近的綜合車輛製作所橫濱事業所之間有條全長6.4km的專用鐵道。該線從本站分出後，與橫須賀線並行向東至京急逗子線交會點附近轉向北上，至神武寺站六浦側匯入該線。從該處以1435mm（標準軌）與1067mm（窄軌）並行的雙軌距軌道延伸至金澤八景站。此專用線除了用來運送橫濱事業所製造的車輛，也用在京濱急行電鐵與其直通業者東京都交通局（都營地下鐵淺草線）、京成電鐵、北總鐵道的甲種車輛輸送。
輸送時，先由綜合車輛製作所的調車機車牽引至神武寺站，再由JR貨物新鶴見機關區川崎派出的DE10形或DE11形、DD200形牽引。
由於從神武寺站開始是京急逗子線共用區間，為了避免正常列車營運，甲種輸送會選擇在末班車後的深夜進行。
1991年曾有團體專用列車運行於此線。

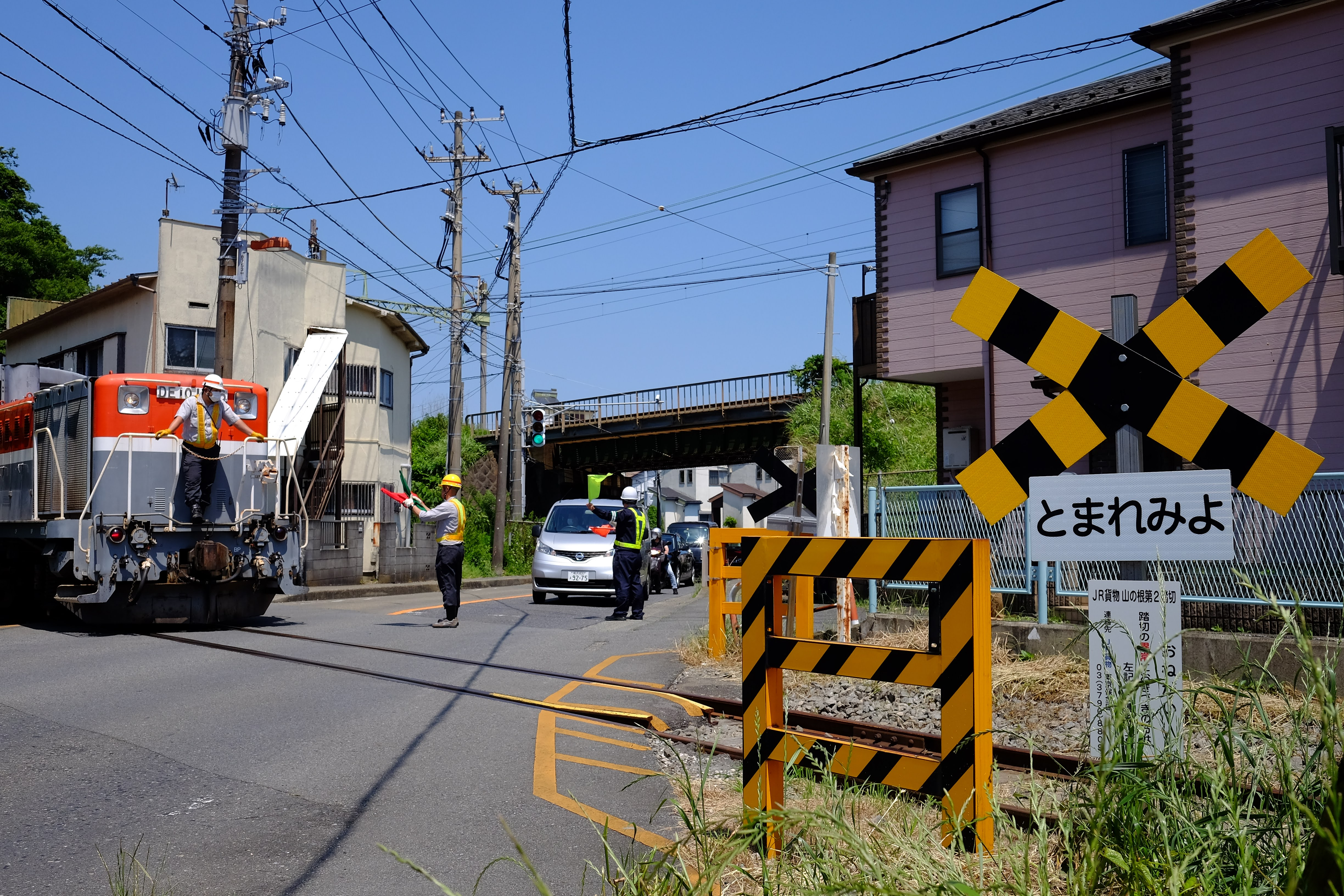
甲種輸送專用線（2021年5月）
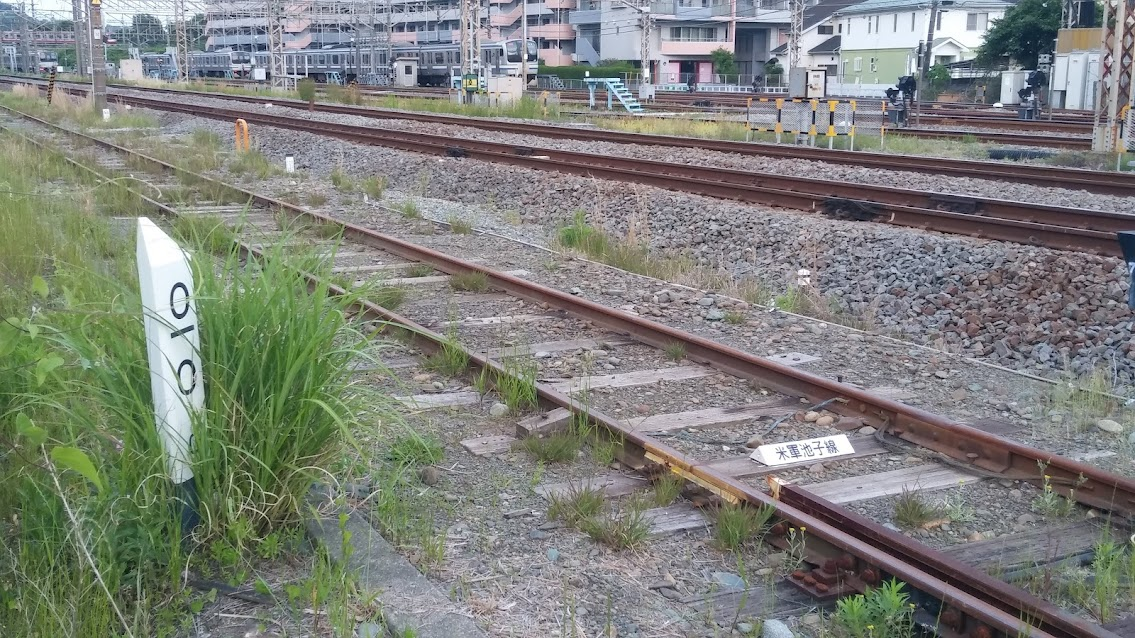
綜合車輛製作所横濱事業所回送線・逗子側起點（2022年5月）

## 使用情況

### JR東日本
2019年（令和元年）度的1日平均上車人次為28,798人。
近年的1日平均上車人次的推移如下表。
| 年度               | 1日平均 上車人次 | 來源     |
| ------------------ | ---------------- | -------- |
| 1995年（平成07年） | 28,155           | [ * 1 ]  |
| 1999年（平成11年） | 27,246           | [ * 2 ]  |
| 2000年（平成12年） | 26,767           | [ * 2 ]  |
| 2001年（平成13年） | 26,609           | [ * 3 ]  |
| 2002年（平成14年） | 26,356           | [ * 4 ]  |
| 2003年（平成15年） | 26,391           | [ * 5 ]  |
| 2004年（平成16年） | 26,454           | [ * 6 ]  |
| 2005年（平成17年） | 26,946           | [ * 7 ]  |
| 2006年（平成18年） | 27,479           | [ * 8 ]  |
| 2007年（平成19年） | 28,201           | [ * 9 ]  |
| 2008年（平成20年） | 28,513           | [ * 10 ] |
| 2009年（平成21年） | 28,541           | [ * 11 ] |
| 2010年（平成22年） | 28,708           | [ * 12 ] |
| 2011年（平成23年） | 28,642           | [ * 13 ] |
| 2012年（平成24年） | 29,084           | [ * 14 ] |
| 2013年（平成25年） | 29,424           | [ * 15 ] |
| 2014年（平成26年） | 28,596           | [ * 16 ] |
| 2015年（平成27年） | 29,146           | [ * 17 ] |
| 2016年（平成28年） | 29,273           | [ * 18 ] |
| 2017年（平成29年） | 29,282           | [ * 19 ] |
| 2018年（平成30年） | 29,266           |          |
| 2019年（令和元年） | 28,798           |          |

### JR貨物
近年的各年發着噸位如下表。
| 年度   | 發送噸位 | 到着噸位 | 來源   |
| ------ | -------- | -------- | ------ |
| 1998年 |          |          |        |
| 1999年 | 9,600    | 1,600    | [ 6 ]  |
| 2000年 | 2,800    | 400      | [ 7 ]  |
| 2001年 | 4,400    | 800      | [ 8 ]  |
| 2002年 | 8,400    | 2,800    | [ 9 ]  |
| 2003年 | 6,400    | 2,800    | [ 10 ] |
| 2004年 | 8,000    | 1,600    | [ 11 ] |
| 2005年 | 6,000    | 4,000    | [ 12 ] |
| 2006年 | 10,400   | 2,400    | [ 13 ] |
| 2007年 | 14,000   | 2,400    | [ 14 ] |
| 2008年 | 8,800    | 3,600    | [ 15 ] |
| 2009年 | 5,200    | 3,600    | [ 16 ] |
| 2010年 | 10,000   | 6,800    | [ 17 ] |
| 2011年 | 10,000   | 4,400    | [ 18 ] |
| 2012年 | 8,400    | 5,600    | [ 19 ] |
| 2013年 | 2,800    | 2,400    | [ 20 ] |
| 2014年 | 1,600    | 2,800    | [ 21 ] |
| 2015年 | 1,600    | 1,600    | [ 22 ] |
| 2016年 | 2,800    | 2,800    | [ 23 ] |
| 2017年 | 2,800    | 2,000    | [ 24 ] |
| 2018年 | 2,400    | 3,600    | [ 25 ] |

## 車站周邊
- 逗子·葉山站（京濱急行電鐵逗子線） - 北口步行約5分、300公尺左右。
- 逗子市役所[26]
- 逗子市民體育館
- 逗子市立圖書館
- 逗子銀座商店街
- 逗子郵便局（日语：逗子郵便局）
- 龜岡八幡宮
- 京濱急行巴士逗子營業所（日语：京浜急行バス逗子営業所）
- OK Store（日语：オーケー）
- 鈴木屋超市（日语：スズキヤ）
- 聖和學院中學校、高等學校（日语：聖和学院中学校・高等学校）
- 逗子開成中學校、高等學校（日语：逗子開成中学校・高等学校）
- 逗子海水浴場 - 步行15分[27]
- 瑞穗銀行逗子支店
- 橫濱銀行逗子支店
- 三菱UFJ銀行鎌倉支店逗子出張所
- 三井住友銀行逗子支店

## 巴士路線
東口巴士總站「逗子站」是最近的巴士站。全部路線都由京濱急行巴士運行。
- 1號乘車處
  - 逗1 - 往葉山町福祉文化會館（經長柄橋） ※僅平日
  - 逗10 - 元町循環 ※僅平日早晨
  - 逗15 - 往衣笠站（經葉山大道）
  - 逗16 - 往湘南國際村（日语：湘南国際村）中心（經葉山大道）
  - 逗25 - 往衣笠站（經南鄉隧道（日语：神奈川県道217号逗子葉山横須賀線）） ※僅平日早晨傍晚
  - 逗26 - 往湘南國際村中心（經南鄉隧道） ※僅平日早晨
  - 逗28 - 往南鄉中學校（日语：葉山町立南郷中学校）（經長柄交差點 ／ 經切通下） ※經切通下僅平日早晨1班
- 2號乘車處
  - 逗2 - 往葉山（經長柄橋） ※平日白天以外，週六日16時以後
  - 逗4 - 往大楠（日语：大楠山）蘆名口 ※平日早晨、週六日白天1班
  - 逗5 - 往橫須賀市民醫院（日语：横須賀市立市民病院）
  - 逗6 - 往長井
  - 逗7 - 往佐島Marina入口 ※僅早晨
  - 逗8 - 往電力中央研究所（日语：電力中央研究所） ※僅平日早晨傍晚
  - 逗71 - 往佐島Marina入口（經湘南佐島渚之丘）
  - 逗72 - 往湘南佐島渚之丘 ※僅中午以後
- 3號乘車處
  - 逗11 - 往葉山町福祉文化會館（經元町） ※僅平日
  - 逗12 - 往葉山（經元町）
  - 逗30 - Azalea循環（經Azalea3期）
  - 逗31 - Azalea循環（笹倉方向） ※僅早晨
  - 逗32 - Azalea循環（Azalea2期方向） ※僅傍晚
- 4號乘車處
  - 逗17 - 往葉櫻
  - 逗18 - 往ITOHPIA（日语：伊藤忠都市開発）中央公園
- 5號乘車處
  - 逗19 - 往Green Hill ※僅平日
  - 逗20 - 往田浦站 ※僅平日
  - 逗21 - 往田浦站（經Green Hill） ※僅週六日
- 6號乘車處
  - 逗22 - Highland循環
  - 逗29 - 亀岡團地循環
- 7號乘車處
  - 鎌30 - 往鎌倉站（經名越）※僅早晨夜間
  - 鎌40 - 往鎌倉站（經小坪）

## 其他
- 依照羅馬拼音排序的話，本站曾是日本最後一個鐵路車站（第一是網走站）。2020年3月14日將寶座讓給逗子·葉山站。
- 本站發車音樂的操作由站員執行，而非一般由車掌操作（同常磐線龍崎市站）。
- 当駅往東逗子站方向約300公尺處有平交道警報機與無柵欄行人專用第四種平交道（山之根平交道）。
- JR東日本橫濱支社（日语：東日本旅客鉄道横浜支社）將1889年6月16日開業時使用的舊天橋支柱一部分移往上行月台，2008年2月18日起公開展示。展示場地在上行月台新設天橋下，設有說明板。天橋建設時間雖不清楚，但可知明治30年代就已使用，並在經歷整修、拓寬後服役至2007年9月為止。鐵製支柱下方有「新橋」、「明治」「鐵道」等文字，這是由於月台提高工程時將刻印下方填埋導致無法看出所有文字。經過調査後，確認文字為「鐵道作業局」「新橋工場製造」「明治三十二年」。由公文等文件可得知可能是建於1899年。在現存的天橋橋柱中，本柱次於西日本旅客鐵道（JR西日本）大田市站（山陰本線，1890年，使用中）、高田站（和歌山線、櫻井線，1891年，目前保存一根支柱），為第三古老的天橋建築物。該兩站的天橋橋柱是由鐵道作業局神戶工場製造，而本站是最古老的新橋工場製造天橋。

## 相鄰車站
東日本旅客鐵道（JR東日本）
 橫須賀線
■普通
鎌倉（JO 07）－逗子（JO 06）－東逗子（JO 05）
 湘南新宿線
■ 普通
鎌倉（JS 07）－逗子（JS 06）

### 使用情況
JR東日本2000年度以後的上車人次
1. ↑  各駅の乗車人員（2000年度） （页面存档备份，存于） - JR東日本
2. ↑  各駅の乗車人員（2001年度） （页面存档备份，存于） - JR東日本
3. ↑  各駅の乗車人員（2002年度） （页面存档备份，存于） - JR東日本
4. ↑  各駅の乗車人員（2003年度） （页面存档备份，存于） - JR東日本
5. ↑  各駅の乗車人員（2004年度） （页面存档备份，存于） - JR東日本
6. ↑  各駅の乗車人員（2005年度） （页面存档备份，存于） - JR東日本
7. ↑  各駅の乗車人員（2006年度） （页面存档备份，存于） - JR東日本
8. ↑  各駅の乗車人員（2007年度） （页面存档备份，存于） - JR東日本
9. ↑  各駅の乗車人員（2008年度） （页面存档备份，存于） - JR東日本
10. ↑  各駅の乗車人員（2009年度） （页面存档备份，存于） - JR東日本
11. ↑  各駅の乗車人員（2010年度） （页面存档备份，存于） - JR東日本
12. ↑  各駅の乗車人員（2011年度） （页面存档备份，存于） - JR東日本
13. ↑  各駅の乗車人員（2012年度） （页面存档备份，存于） - JR東日本
14. ↑  各駅の乗車人員（2013年度） （页面存档备份，存于） - JR東日本
15. ↑  各駅の乗車人員（2014年度） （页面存档备份，存于） - JR東日本
16. ↑  各駅の乗車人員（2015年度） （页面存档备份，存于） - JR東日本
17. ↑  各駅の乗車人員（2016年度） （页面存档备份，存于） - JR東日本
18. ↑  各駅の乗車人員（2017年度） （页面存档备份，存于） - JR東日本
19. ↑  各駅の乗車人員（2018年度） （页面存档备份，存于） - JR東日本
20. ↑  各駅の乗車人員（2019年度） （页面存档备份，存于） - JR東日本

神奈川縣縣勢要覽
1. ↑  線区別駅別乗車人員（1日平均）の推移PDF - 17ページ
2. 1 2  神奈川県県勢要覧（平成13年度）PDF - 222ページ
3. ↑  神奈川県県勢要覧（平成14年度）PDF - 220ページ
4. ↑  神奈川県県勢要覧（平成15年度）PDF - 220ページ
5. ↑  神奈川県県勢要覧（平成16年度）PDF - 220ページ
6. ↑  神奈川県県勢要覧（平成17年度）PDF - 222ページ
7. ↑  神奈川県県勢要覧（平成18年度）PDF - 222ページ
8. ↑  神奈川県県勢要覧（平成19年度）PDF - 224ページ
9. ↑  神奈川県県勢要覧（平成20年度）PDF - 228ページ
10. ↑  神奈川県県勢要覧（平成21年度）PDF - 238ページ
11. ↑  神奈川県県勢要覧（平成22年度）PDF - 236ページ
12. ↑  神奈川県県勢要覧（平成23年度）PDF - 236ページ
13. ↑  神奈川県県勢要覧（平成24年度）PDF - 232ページ
14. ↑  神奈川県県勢要覧（平成25年度）PDF - 234ページ
15. ↑  神奈川県県勢要覧（平成26年度）PDF - 236ページ
16. ↑  神奈川県県勢要覧（平成27年度）PDF - 236ページ
17. ↑  神奈川県県勢要覧（平成28年度）PDF - 244ページ
18. ↑  神奈川県県勢要覧（平成29年度）PDF - 236ページ
19. ↑  神奈川県県勢要覧（平成30年度）PDF - 220ページ

## 外部連結
- 車站資訊（逗子）：東日本旅客鐵道

35°17′51.03″N 139°34′46.29″E / 35.2975083°N 139.5795250°E